# بريمية ولباشية
بريمية ولباشية (الاسم العلمي:Leptospira wolbachii) هي نوع من البكتيريا تتبع جنس البريمية من فصيلة نظيرات البريمية.